# Ryokufūkai
La Ryokufūkai (緑風会, « société du vent jeune ») est un groupe parlementaire de la Chambre des conseillers du Japon qui a existé de 1947 à 1960 et de 1964 à 1965. Fondée à la suite des élections de 1947 par un groupe de conseillers conservateurs indépendants, elle se conçoit comme une force apartisane et domine la première législature. Cependant, son rapprochement avec le Parti libéral, l'entrée au gouvernement de certains de ses membres, les défections successives et de mauvais résultats aux élections suivantes réduisent progressivement ses effectifs et son influence jusqu'à sa dissolution en 1960. Elle est brièvement reconstituée par d'anciens membres en 1964 avant de disparaître définitivement en 1965.

## Histoire

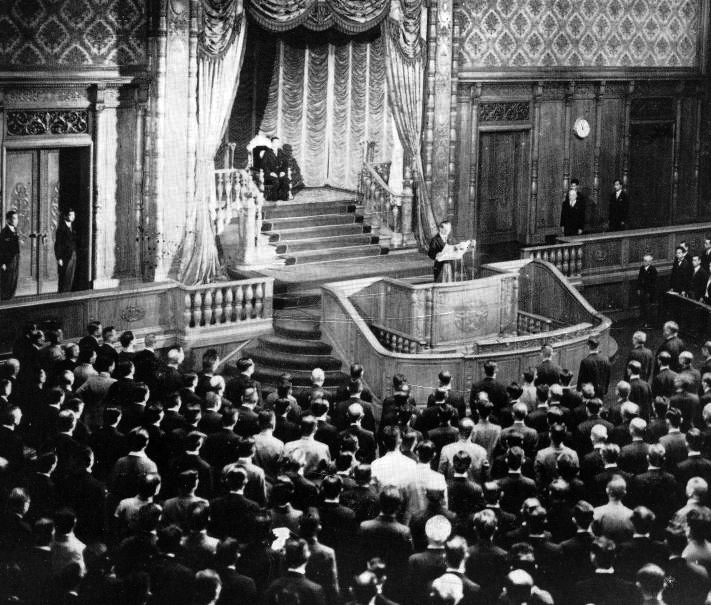
Cérémonie d'ouverture de la Diète du Japon le 23 juin 1947.

Lors de la première élection de la Chambre des conseillers du Japon, le 25 avril 1947, près de 108 indépendants sont élus, contre 47 socialistes, 39 libéraux, 29 démocrates, 14 coopératistes et 4 communistes. Le 17 mai, les conseillers Yūzō Yamamoto et Ryūnosuke Gotō (ja), anciens membres de l'Association de soutien à l'autorité impériale, forment un groupe parlementaire destiné à rassembler les élus indépendants d'orientation conservatrice,. Leur initiative est entre autres soutenue par Naotake Satō, Yahachi Kawai (ja) et Yasumaro Shimojō (ja). 
Il est d'abord envisagé de l'appeler Chūseikai (« société de l'impartialité » ou de « l'équité »), mais le nom plus littéraire de Ryokufūkai (緑風会, « société du vent vert » ou, moins littéralement, « société du vent jeune ») est choisi. Il se veut le symbole d'un vent nouveau à la Diète, qui se réunit à l'époque où souffle la brise du début de l'été (緑風, ryokufū, litt. « brise verte »), sous les auspices de la nouvelle constitution.
Aux fondateurs s'ajoutent d'autres indépendants et, à titre individuel, après que leur adhésion en tant que groupe a été refusée par la Ryokufūkai, des membres du Parti national de la coopération (国民協同党, Kokumin kyōdōtō). Composée de plus de 70 membres à sa création,, la Ryokufūkai en compte 92 lorsque s'ouvre la première session de la Diète le 20 mai,. C'est alors la première force politique de la Chambre des conseillers.
Cette position fait de la Ryokufūkai le groupe le plus influent : sept présidences de commission lui reviennent ; les trois premiers présidents de la chambre haute, Tsuneo Matsudaira, Naotake Satō et Yahachi Kawai, sont issus de ses rangs ; et ses votes sont décisifs pour trancher entre le gouvernement et l'opposition. Elle pèse de manière significative sur la législation de l'époque : entre 1947 et 1950, 97 des 836 projets de loi et 17 des 90 propositions de loi examinés par les conseillers sont amendés. Cependant, dès la formation du gouvernement de Tetsu Katayama, un schéma fatal au groupe s'esquisse pour la première fois : lorsque deux de ses membres sont nommés ministres, ils le quittent pour rejoindre le Parti socialiste. Par la suite, le libéral Shigeru Yoshida, pour s'assurer le soutien de la Ryokufūkai à la Chambre des conseillers, prend soin de donner un poste ministériel à l'un de ses membres dans presque tous ses gouvernements, notamment Yasumaro Shimojō, Sōtarō Takase (ja), Giichi Murakami (ja) et Bunkichi Tamura (ja).
La Ryokufūkai compte à son maximum 96 membres,, puis décline peu à peu jusqu'à sa disparition en 1965. En janvier 1948, elle compte 89 membres ; en mai, 87 membres. Malgré son succès initial, en raison de l'évolution partisane du système politique, les conseillers sans étiquette sont désavantagés lors des élections et le nombre d'élus de la Ryokufūkai diminue peu à peu. Lors des élections de juin 1950, seuls 9 des 58 candidats affiliés à l'association sont élus, faisant tomber ses effectifs à 50 membres. Néanmoins, en tant que troisième groupe parlementaire de la Chambre des conseillers, ses voix restent décisives : entre 1951 et 1952, 80 des 241 projets de loi qui passent par la chambre haute sont amendés. En particulier, la Ryokufūkai parvient à faire adopter des amendements limitatifs à trois projets de loi relatifs à la sécurité publique. En 1951, Muneyoshi Tokugawa (ja), président de l'assemblée générale du groupe, fait partie de la délégation japonaise à la conférence de paix de San Francisco.
Lors des élections d'avril 1953, 16 candidats affiliés à la Ryokufūkai sont élus. Cette même année, les doubles adhésions sont interdites et ceux qui entrent au gouvernement l'année suivante sont contraints de quitter l'association. Les effectifs continuent à diminuer à mesure que des membres rejoignent des partis. La Ryokufūkai joue néanmoins un rôle important dans l'élaboration d'un texte de compromis à l'occasion de deux projets de loi restreignant les activités politiques des enseignants en 1954. En juillet 1956, le groupe ne remporte que 5 sièges, se trouve réduit à 31 membres et perd son avantage stratégique : le Parti libéral-démocrate, issu de la fusion des principaux partis conservateurs japonais l'année précédente, a désormais la majorité absolue à la Chambre des conseillers à lui seul. 
La Ryokufūkai perd ses membres un à un et, après les élections de juin 1959 où seuls six de ses candidats sont élus, ne compte plus que 11 conseillers,. En janvier 1960, elle est dissoute et une nouvelle association, la Dōshikai (同志会, « société des camarades »), prend sa suite, mais les élections de juillet 1962 font chuter cette dernière à 7 membres et elle perd son statut de groupe parlementaire. Ils s'associent alors avec cinq conseillers du Club des indépendants (無所属クラブ, Mushozoku kurabu), dont Fusae Ichikawa, pour former le Club Dainiin (第二院クラブ, Dainiin kurabu, « club de la deuxième chambre »). En mars 1964, à la suite de la défection de trois membres pour le groupe libéral-démocrate, la Ryokufūkai est recréée, mais le mandat de ses quatre derniers élus, Mumeo Oku, Naotake Satō, Sōtarō Takase et Giichi Murakami, prend fin en juin 1965.

## Positionnement politique
L'objectif de la Ryokufūkai est de conserver une position indépendante, qui se révèle en réalité conservatrice, sans dépendre des partis politiques. En effet, contrairement à la Chambre des représentants, la haute chambre se considère à l'époque comme une « maison de la critique » ou du « bon sens » devant se tenir à distance de la politique partisane. La Ryokufūkai s'inspire en cela des clubs de l'ancienne Chambre des pairs, où l'appartenance à des partis était traditionnellement rejetée. Cependant, comme le note un cadre du SCAP en 1948, la plupart des membres de la Ryokufūkai, bien qu'officiellement indépendants, ont des attaches partisanes bien connues ; et, avec le temps, le groupe s'est aligné politiquement avec le Parti libéral, devenant un quasi-parti de gouvernement et perdant son originalité.
Néanmoins, en tant tant qu'association politique, la Ryokufūkai n'est pas formellement un parti : elle n'existe pas en dehors de la Chambre des conseillers, ne soutient pas officiellement de candidats lors des élections, n'a ni siège national ni branches régionales et, comme c'était le cas auparavant dans les clubs de la Chambre des pairs, ses membres ne sont pas tenus d'adopter la même ligne politique. Par exemple, lors du vote d'une loi sur la nationalisation des mines de charbon en décembre 1947, 45 membres de la Ryokufūkai votent pour et 33 contre.
En matière de législation, la Ryokufūkai a notamment proposé une loi pour mesurer l'âge des personnes à la manière occidentale et une loi sur la protection des biens culturels (文化財保護法, bunkazai hogo-hō). Elle s'est en revanche opposée à la mise en pratique du pouvoir de commandement (指揮権, shikiken) du ministre de la Justice sur les procureurs. Ses membres ont également rejeté plusieurs projets ou propositions de loi votés par la Chambre des représentants, tels que ceux portant sur les courses de bateaux à moteur, sur les concours canins ou encore sur les conseillers politiques (参政官, sanseikan).

## Composition
D'un point de vue sociologique, la Ryokufūkai est assez homogène : la plupart de ses membres sont d'anciens hauts fonctionnaires, d'anciens membres de la Chambre des pairs,, ou des hommes d'affaires. Précisément, selon un rapport du Département d'État des États-Unis de 1948, 22 des 35 anciens pairs, contre seulement 7 des 25 anciens représentants qui ont été élus conseillers en 1947, ont rejoint la Ryokufūkai, ; le même rapport compte notamment 31 hommes d'affaires, 25 hauts fonctionnaires, 10 agriculteurs et 9 enseignants dans le groupe.
Font aussi partie de la Ryokufūkai des personnalités issues du monde des lettres comme l'écrivain Yūzō Yamamoto, le juriste Kōtarō Tanaka (ja) ou le politologue et journaliste Hiroo Sassa (ja),.

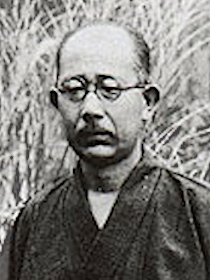
Yūzō Yamamoto
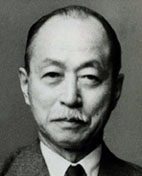
Naotake Satō
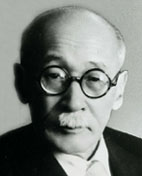
Yahachi Kawai
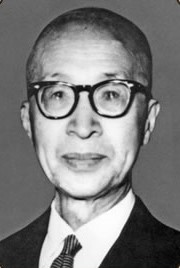
Yasumaro Shimojō
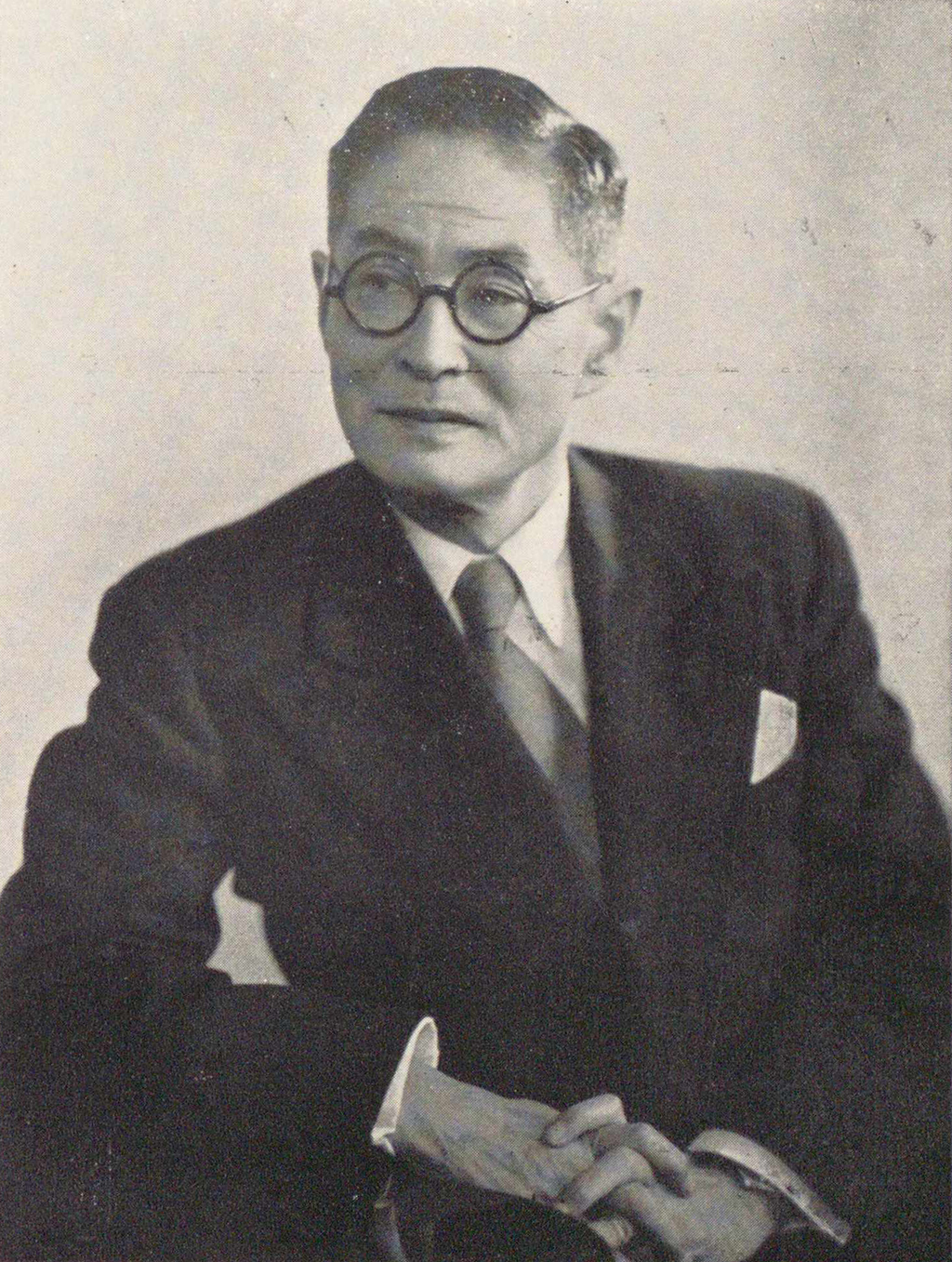
Kōtarō Tanaka
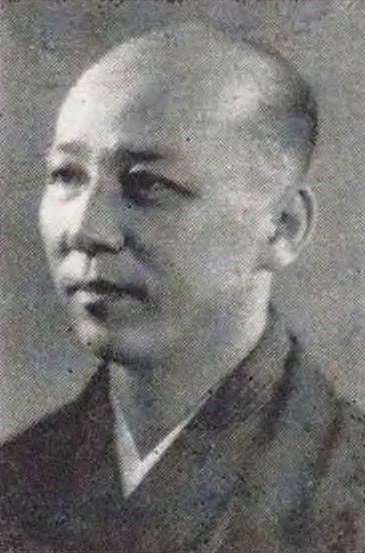
Muneyoshi Tokugawa

### Liste des membres en 1947-1948
Les conseillers suivants ont été membres de la Ryokufūkai à un moment ou à un autre avant le mois de janvier 1948 :
- Sadamu Abe (ja)
- Masao Akagi (ja)
- Yojin Akazawa (ja)
- Shōichi Aoyama (ja)
- Inokichi Chūma (ja)
- Gen'ichirō Date (ja)
- Katsuji Debuchi (ja)
- Tetsuo Eguma (ja)
- Heigo Fujii (ja)
- Shigeo Fujino (ja)
- Ryūnosuke Gotō (ja)[1]
- Rin'ichi Hatano (ja)
- Kyōichi Hattori (ja)
- Shin'ichi Hayakawa (ja)
- Shōji Higashiura (ja)
- Isuke Himei (ja)
- Sadatake Hisamatsu (ja)
- Kei Hoashi (ja)
- Shūichi Hōjō (ja)
- Girō Horikoshi (ja)
- Shinrokurō Hozumi (ja)
- Otohiko Ichiki (ja)
- Seitarō Iida (ja)
- Seiroku Ikai (ja)
- Natsue Inoue (ja)
- Junkichi Ishiwaka (ja)
- Yasuhei Itō (ja)
- Gesshū Iwamoto (ja)
- Nizō Iwao (ja)
- Misao Kaga (ja)
- Itsurō Kamata (ja)
- Kuraji Kashiwagi (ja)
- Yahachi Kawai (ja)
- Kaichi Kawakami (ja)
- Tatsuo Kinoshita (ja)
- Makio Kishino (ja)
- Yonesaburō Kobayashi (ja)
- Tōhei Komai (ja)
- Tsunekichi Komiyama (ja)
- Masao Kōno (ja)
- Ine Kosugi (ja)
- Monjūrō Kuki (ja)
- Takudō Kuruma (ja)
- Yoshio Kusumi (ja)
- Hirotaka Machimura (ja)
- Tsuneo Matsudaira
- Michio Matsui (ja)
- Shin'ichirō Matsumura (ja)
- Michiharu Mishima
- Tamayo Miyagi (ja)
- Hajime Miyoshi (ja)
- Giichi Murakami (ja)
- Mochinaga Nakagawa (ja)
- Shunsaku Noda (ja)
- Hisayoshi Ogawa (ja)
- Tomozō Ogawa (ja)
- Tsune Okabe (ja)
- Aisuke Okamoto (ja)
- Yoshito Okamoto (ja)
- Bunshirō Okamura (ja)
- Mumeo Oku
- Akira Ono (ja)
- Yasushi Ōyama (ja)
- Yukiteru Ozaki (ja)
- Ushirō Saeki (ja)
- Kichinosuke Saigō (ja)
- Hiroo Sassa (ja)
- Naotake Satō
- Gunji Shimamura (ja)
- Tadahiko Shimazu (ja)
- Yasumaro Shimojō (ja)
- Torasaburō Shintani (ja)
- Eiichi Shukutani (ja)
- Ken'ichi Suzuki (ja)
- Naoto Suzuki (ja)
- Hiroshi Takada (ja)
- Ryūtarō Takahashi (ja)
- Sōtarō Takase (ja)
- Toyoji Takeshita (ja)
- Kichinojō Tamaki (ja)
- Bunkichi Tamura (ja)
- Kōtarō Tanaka (ja)
- Hiroshi Terao (ja)
- Muneyoshi Tokugawa (ja)
- Kizaemon Ueno (ja)
- Shinryū Umehara (ja)
- Noboru Utsunomiya (ja)
- Hiroo Wada (ja)
- Jinkichi Watanabe (ja)
- Yūzō Yamamoto
- Gishin Yamashita (ja)
- Takurō Yamanouchi (ja)
- Hisashi Yamazaki (ja)
- Sōzaemon Yanagawa (ja)
- Torio Yano (ja)
- Ryūya Yonekura (ja)
- Takashi Yoshimatsu (ja)
- Yasuji Yūki (ja)